# Faunus ater
Faunus ater is een slakkensoort uit de familie Pachychilidae. De wetenschappelijke naam werd in 1758, als Strombus ater, gepubliceerd in 1758 door Carl Linnaeus in de tiende editie van Systema naturae.

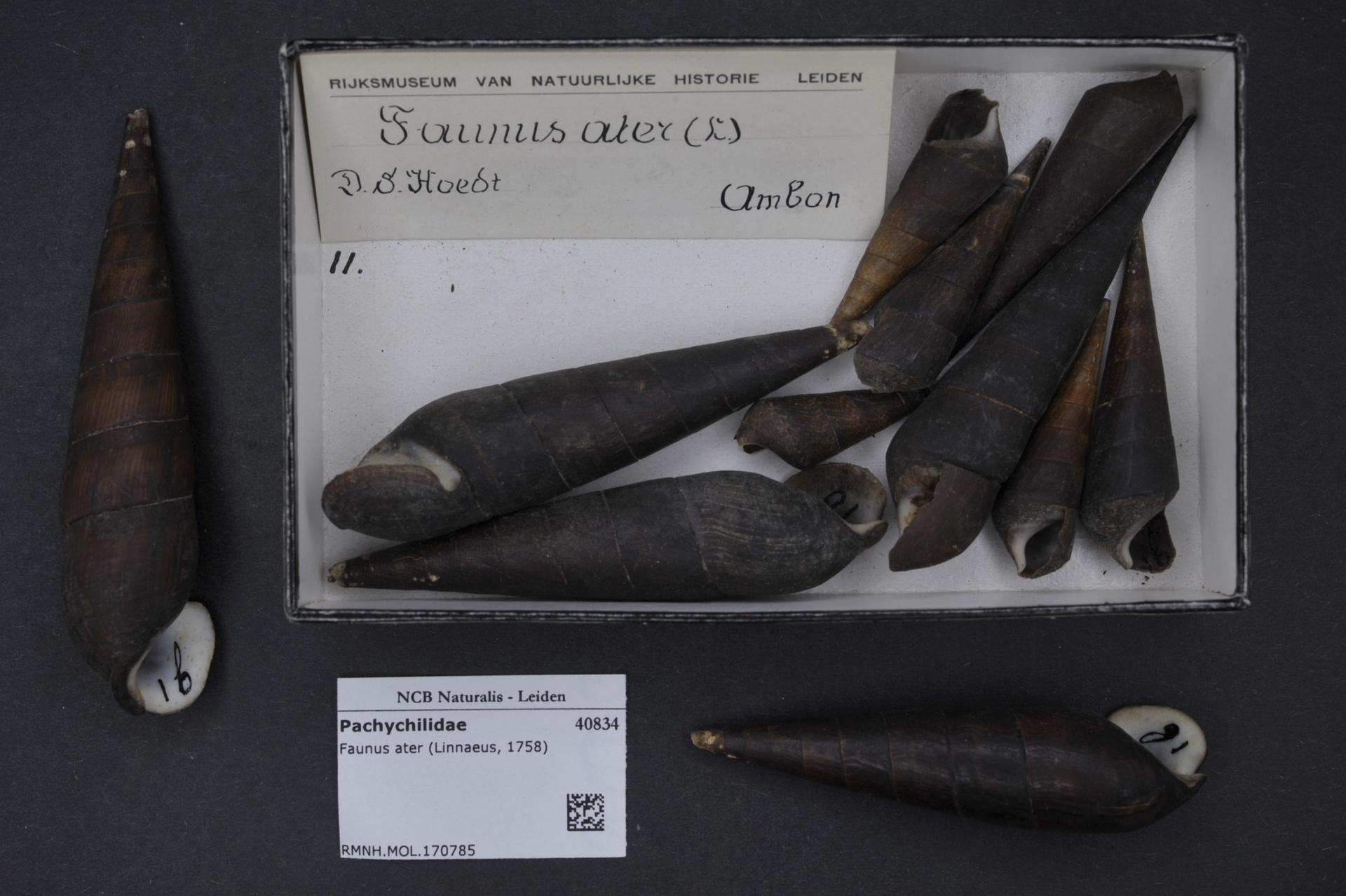
Faunus ater (Linnaeus, 1758). Specimens Naturalis.